# Obstrukce v autě lásky
Obstrukce v autě lásky je třináctý díl čtvrté řady amerického televizního seriálu Teorie velkého třesku. V této epizodě hostují Rick Fox a Ed Lieberman. Režisérem epizody je Anthony Rich.

## Děj
Amy požádá Penny, aby se s ní a zbytkem party účastnila vědecké konference v Big Sur. Vše jde celkem dobře do chvíle, kdy se Howard a Bernadette potkají s Glennem, mužem, který byl Bernadettiným učitelem a zároveň přítelem. Glenn je muž vysoké a svalnaté postavy, což vede Howarda k pochybování o sobě samotném. Celá situace nakonec skončí hádkou a Bernadette naštvaně odejde z jejich společného pokoje. Následuje série změn osazenstva jednotlivých hotelových pokojů (kupříkladu Penny skončí na pokoji s Leonardem a ve chvíli, kdy se spolu rozhodnou vyspat, vkročí do jejich pokoje Raj, kterého zase z jeho pokoje vyhnal Sheldon). Druhý den se koná společná konference všech přátel (kromě Penny) a ačkoliv se Sheldon snaží hovořit k věci, ostatní se svými proslovy přímo či nepřímo vrací k činům svých partnerů a kamarádů z předchozího večera. Celý díl nakonec končí tím, že zpátky do Los Angeles veze Penny Glenn a Leonard je zastaven policií pro vysokou rychlost, kterou způsobil vztek na to, že se mu nepovedlo dát se zase s Penny dohromady.

## Obsazení
| Johnny Galecki | Leonard Hofstadter      |
| Jim Parsons    | Sheldon Cooper          |
| Kaley Cuoco    | Penny                   |
| Simon Helberg  | Howard Wolowitz         |
| Kunal Nayyar   | Raj Koothrappali        |
| Mayim Bialik   | Amy Farrah Fowler       |
| Melissa Rauch  | Bernadette Rostenkowski |
| Rick Fox       | Glenn                   |
| Ed Lieberman   | hlasatel                |